# Avgångsvederlag
Ett avgångsvederlag är en ersättning till en arbetstagare vid uppsägning. Oftast utbetalas avgångsvederlag vid uppsägning på grund av företagsnedläggning eller kraftigt minskat arbetskraftsbehov.
"Avgångsvederlag" kan även referera till den ersättning en agent har rätt att erhålla från sin huvudman vid upphörandet av agentförhållandet enligt lagen om handelsagenter (28 §).
Stora avgångsvederlag kallas även vardagligt för fallskärm eller fallskärmsavtal.

## Avgångsvederlag i olika länder

### Sverige
I Sverige förhandlas avgångsvederlag eller avtalspension fram mellan arbetsgivaren och den anställda, direkt eller genom fackförbund. I Sverige finns två typer av vanligt förekommande avgångsvederlag, avgångsbidrag och avgångsersättning. Avgångsbidrag (AGB) kan utgå till privatanställda arbetare och består av ett A-belopp eller B-belopp. A-beloppet varierar med levnadsåldern och utgår oavsett om arbetslöshet följer, medan B-beloppet varierar utifrån hur lång tid arbetslösheten varar. Avgångsersättning (AGE) kan utgå till privatanställda tjänstemän. För att få rätt till avgångsersättning krävs att den uppsagde är över 40 år och har varit anställd i minst fem år. Även för statligt och kommunalt anställda kan avgångsvederlag finnas som en avtalsförmån.
Avgångsvederlag räknas ej som inkomst av eget arbete inom socialförsäkringen. Det är därför inte sjukpenninggrundande och därför bör man anmäla sig som arbetssökande hos Arbetsförmedlingen för att inte riskera att inte få ersättning vid exempelvis sjukdom eller föräldraledighet.

### Spanien
I Spanien är avgångsvederlaget beroende av anställningstid. För den som varit anställd i fem år handlar det om 3,2 månadslöner och för den som varit anställd i minst 20 år är det 12 månadslöner

### Italien
I Italien har en arbetstagare som blir uppsagd rätt till minst en månadslön per anställningsår, dock max 20 månadslöner.

### Frankrike
I Frankrike har den som varit anställd i minst fem år rätt till en månadslön. Vid anställning längre än sju år utgår minst en femtedels månadslön per anställningsår med viss ökning utifrån ålder.

### Storbritannien
I Storbritannien har den som varit anställd i minst två år rätt till avgångsvederlag om max 96 000 kronor, vilket dock kan förhandlas upp mellan fackförbund och arbetsgivare.

### Tyskland
I Tyskland finns ingen lagstadgad rätt till avgångsvederlag, men liksom i Sverige kan den uppsagde förhandla sig till ett avgångsvederlag direkt eller genom fackförbund.

### Österrike
I Österrike har uppsagda rätt till upp till 14 månadslöner för anställningar under 25 år och ytterligare 14 månadslöner vid anställningar längre än 25 år.